# چاهوک (مهرستان)
چاهوک، روستایی در دهستان بیرک بخش بیرک شهرستان مهرستان در استان سیستان و بلوچستان ایران است. این روستا، مرکز بخش بیرک است.

## جمعیت
بر پایه سرشماری عمومی نفوس و مسکن در سال ۱۳۹۵، جمعیت این روستا برابر با ۱٬۳۲۰ نفر (۳۱۱ خانوار) بوده‌است.